# Winners Take All
Winners Take All è un album raccolta del gruppo musicale statunitense Quiet Riot pubblicato nel 1990 per l'etichetta discografica Sony Music. L'album non contiene inediti ma solo brani già apparsi in altri album.

## Tracce
1. Cum on Feel the Noize (Holder, Lea) 4:45 (Slade Cover)
2. Party All Night (DuBrow) 3:33
3. The Wild and the Young (Banali, Cavazo, DuBrow, Proffer, Wright) 3:38
4. Winners Take All (DuBrow) 5:29
5. Metal Health (Banali, Cavazo, Cavazo, DuBrow) 5:17
6. Scream and Shout (Cavazo, DuBrow, Sarzo) 4:02
7. Put up or Shut Up (Banali, Cavazo, DuBrow, Wright) 4:08
8. Mama Weer All Crazee Now (Holder, Lea) 3:38 (Slade Cover)
9. King of the Hill [*] (Banali, Cavazo, Rabin, Shortino) 4:26
10. Let's Get Crazy [*] (DuBrow) 4:02

## Formazione
- Kevin DuBrow - Voce
- Carlos Cavazo - Chitarra, Cori
- Rudy Sarzo - Basso
- Frankie Banali - Batteria, Percussioni

### Altri musicisti
- Paul Shortino - Voce
- Sean McNabb - Basso, Cori
- Jimmy Waldo - Tastiere